# Cymatoplex
Cymatoplex là một chi bướm đêm thuộc họ Geometridae.

## Các loài
- Cymatoplex halcyone (Meyrick, 1889)
- Cymatoplex hypolichna Turner, 1910
- Cymatoplex subpellucida Aurivillius, 1920